# Incontri internazionali di rugby a 15 di fine anno 2001
Nel rugby a 15 è tradizione che a fine anno (ottobre-dicembre) si disputino una serie di incontri internazionali che gli europei chiamano "Autumn International" e gli appassionati dell'emisfero sud "Springtime tour". In particolare le nazionali dell'emisfero Sud si recano in tour in Europa.
In generale, solo l'Inghilterra e la Francia riescono a tenere testa alle squadre australi, superando entrambe Sudafrica e Australia.
- L'Argentina supera Scozia e Galles, dimostrandosi forza emergente.

| Cardiff 10 novembre 2001 | Galles | 16 – 30 | Argentina | Millennium Stadium |

| Edimburgo 18 novembre 2001 | Scozia | 16 – 25 | Argentina | Murrayfield |

- L'Australia visita per la prima volta la Spagna, poi viene superata da Inghilterra e Francia, riscattandosi poi con il Galles

| Madrid 1º novembre 2001 | Spagna | 10 – 92 | Australia |  |

| Londra 10 novembre 2001 | Inghilterra | 21 – 15 | Australia | Twickenham |

| Marsiglia 17 novembre 2001 | Francia | 14 – 13 | Australia | Velodrome |

| Cardiff 25 novembre 2001 | Galles | 13 – 21 | Australia | Millennium Stadium |

- Figi subisce due pesanti sconfitte in Italia e Francia, pagando l'assenza di molti giocatori, ma anche l'indisciplina.

| Treviso 10 novembre 2001 | Italia | 66 – 10 | Figi | Monigo |

| Tolone 18 novembre 2001 | French Barbarians | 15 – 17 | Figi XV |  |

| Saint-Étienne 24 novembre 2001 | Francia | 77 – 10 | Figi |  |

- Trittico di successi per gli All Blacks su Irlanda, Scozia e Argentina

| Dublino 17 novembre 2001 | Irlanda | 29 – 40 | Nuova Zelanda | Lansdowne Road |

| Edimburgo 24 novembre 2001 | Scozia | 6 – 37 | Nuova Zelanda | Murrayfield |

| Buenos Aires 1º dicembre 2001 | Argentina | 20 – 24 | Nuova Zelanda | Antonio V Liberti |

- È il punto più basso per il rugby della Romania: il 134-0 di Twickenham resterà una macchia indelebile.

| Cardiff 19 settembre 2001 | Galles | 81 – 9 | Romania | Millennium Stadium |

| Londra 17 novembre 2001 | Inghilterra | 134 – 0 | Romania | Twickenham |

- Malgrado alcuni problemi economici la Nazionale di Samoa riesce a recarsi in Europa per un Tour. Di prestigio il successo sull'Italia.

| Dublino 11 novembre 2001 | Irlanda | 35 – 8 | Samoa | Lansdowne Road |

| L'Aquila 24 novembre 2001 | Italia | 9 – 17 | Samoa | Tommaso Fattori |

- Il Sudafrica giunge nell'emisfero con una squadra rinnovata. Agevole il successo con l'Italia e USA, ma pesanti le sconfitte con la Francia e una Inghilterra sempre migliore.

| Parigi 10 novembre 2001 | Francia | 20 – 10 | Sudafrica | Stade de France |

| Genova 17 novembre 2001 | Italia | 26 – 54 | Sudafrica | Luigi Ferraris |

| Londra 24 novembre 2001 | Inghilterra | 29 – 9 | Sudafrica | Twickenham |

| Houston 1º dicembre 2001 | Stati Uniti | 20 – 43 | Sudafrica |  |

- Anche la seconda squadra sudafricana viene in Europa per un tour presso le nazionali minori europee.

| Tbilisi 18 novembre 2001 | Georgia | 17 – 31 | Sudafrica A |  |

| Siviglia 24 novembre 2001 | Spagna | 13 – 28 | Sudafrica A |  |

- Tonga visita Scozia e Galles.

| Edimburgo 10 novembre 2001 | Scozia | 43 – 20 | Tonga | Murrayfield |

| Cardiff 17 novembre 2001 | Galles | 51 – 7 | Tonga | Millennium Stadium |

- Uruguay in Galles:

| Newport 18 novembre 2001 | Newport RFC | 59 – 5 | Uruguay XV |  |

| Neath 21 novembre 2001 | Neath RFC | 29 – 3 | Uruguay XV |  |

| Cardiff 24 novembre 2001 | Galles A | 66 – 22 | Uruguay | Millennium Stadium |

- Test minori :

| Bronn 16 settembre 2001 | Rep. Ceca | 75 – 3 | Austria |  |

| Vienna 29 settembre 2001 | Austria | 16 – 24 | Slovenia |  |

| Oslo 29 settembre 2001 | Norvegia | 37 – 3 | Finlandia |  |

| Zagabria 7 ottobre 2001 | Croazia | 34 – 16 | Slovenia |  |

| Tbilisi 10 novembre 2001 | Georgia | 24 – 20 | Francia Universitaria |  |

| Buenos Aires 12 aprile 2001 | Argentina XV | 69 – 0 | Uruguay |  |

| Cancun 19 maggio 2001 | Messico | 14 – 20 | Isole Cayman |  |

| Port of Spain 15 settembre 2001 | Trinidad e Tobago | 45 – 19 | Venezuela |  |

| Santiago 20 ottobre 2001 | Cile | 33 – 13 | Uruguay |  |

| Santo Domingo 2001 | Rep. Dominicana | 10 – 20 | Turks e Caicos |  |